# Castell de Puigdemàger
El castell de Puigdemàger és un edifici dels Prats de Rei (Anoia) declarat bé cultural d'interès nacional.

## Descripció
El castell de Puigdemàger es trobava a l'entorn de l'església de Sant Jaume de Puigdemàger. Actualment al voltant de l'església hi ha construccions ruïnoses que havien format el petit nucli de Puigdemàger.

## Història
El terme del castell de Puigdemàger es documenta des del 1070. El castell com a tal no torna a aparèixer fins al fogatge realitzat a les Corts de Cervera l'any 1359, on apareix com una de les propietats de l'abadessa de Berga. El 1390 el rei Joan I vengué la jurisdicció dels Prats de Rei --que era vila reial-- i de tots els seus agregats, Puigdemàger entre d'altres, a Galceran de Calders. Però aquell mateix anys els propis pradencs pagaren al rei la quantitat manllevada per tal de desfer-se de la jurisdicció de Galceran i tornar a gaudir dels privilegis de ser vila reial.